# Exwick
Exwick – dzielnica w Exeter w Anglii, w Devon, w dystrykcie Exeter. W 2011 miejscowość liczyła 8989 mieszkańców. Exwick jest wspomniana w Domesday Book (1086) jako Essoic.